# Квељија 1 (Салерно)
Квељија 1 је насеље у Италији у округу Салерно, региону Кампанија.
Према процени из 2011. у насељу је живело 377 становника. Насеље се налази на надморској висини од 6 м.